# Podagrion insulare
Podagrion insulare är en stekelart som först beskrevs av Walker 1847.  Podagrion insulare ingår i släktet Podagrion och familjen gallglanssteklar. Inga underarter finns listade i Catalogue of Life.